# Nikolaj Aleksandrovič Bulganin
Nikolaj Aleksandrovič Bulganin (rusko Никола́й Алекса́ндрович Булга́нин), sovjetski politik in maršal Sovjetske zveze, * 11. junij (30. maj, ruski koledar) 1895, Nižni Novgorod, Rusija, † 24. februar 1975, Moskva, Sovjetska zveza.

## Življenje

### Vojaška kariera
- 1918-1922 - deluje v Čeki
- 1941-1943 - član vojnega sveta zahodne, baltiške in 1. beloruske fronte
- 1944 - član državnega komiteja za obrambo in namestnik ljudskega komisarja za obrambo ZSSR
- 1947-1949 in 1953-1955 - minister za oborožene sile ZSSR in namestnik predsednika ministrskega sveta
- 3. november 1947 - maršal Sovjetske zveze

### Politična kariera
- 1917 - včlani se v VKP(b)
- sodeluje v oktobrski revoluciji
- 1934 - postane član CK
- 1922-1927 - vrhovni sovjet za narodno gospodarstvo
- 1927-1931 - direktor elektrarne
- 1931-1938 - predsednik vlade RSFSR
- 1938-1941 - namestnik predsednika vlade ZSSR in šef uprave državne banke
- 1948 - postane član politbiroja
- 1955-1958 - predsednik ministrskega sveta
- 1958 - direktor državne banke
- 1958 - predsednik stavropolskega sovjeta za narodno gospodarstvo
- Na XXI. kongresu KPSZ (1959) ni bil izvoljen v CK KPSZ
- 1960 - upokojen

Pokopan je na moskovskem pokopališču Novodeviči.